# Amerikansk strandskata
Amerikansk strandskata (Haematopus palliatus) är en fågel i familjen strandskator inom ordningen vadarfåglar.

## Utseende och läte
Amerikansk strandskata är en typisk medlem av familjen med sin svartvitbrokiga dräkt och lysande röda långa näbb. Jämfört med strandskatan har den mer brun än svart rygg, gula (ej röda) ögon, tjockare näbb och blekare ben. I flykten syns avsaknad av strandskatans vita ryggkil, mer vitt på stjärten och att de vita vingbanden inte når lika långt ut på vingen. Den saknar också strandskatans karakteristiska vita halsband i vinterdräkt. Lätena är dock i stort sett lika.

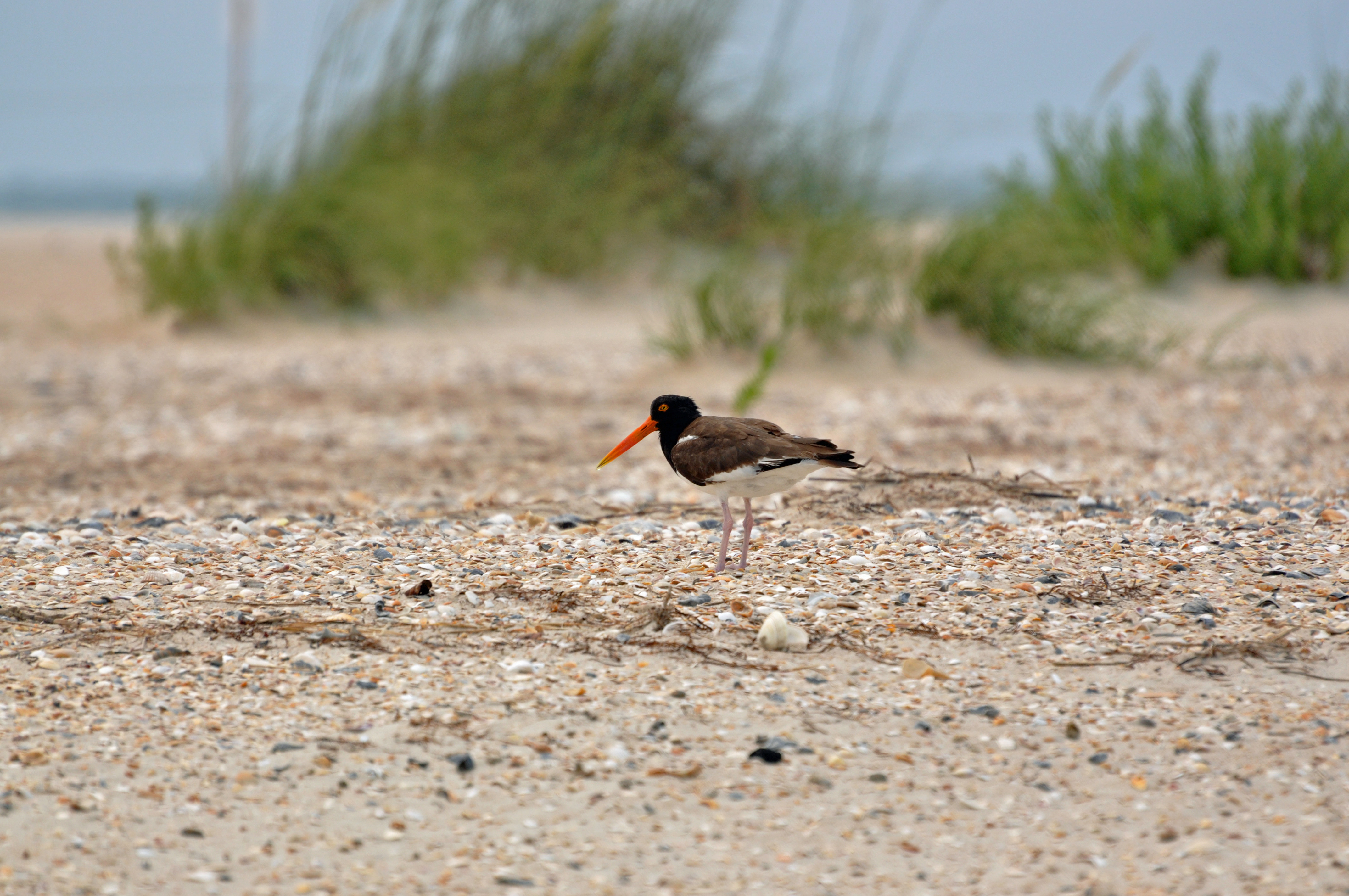
Amerikansk strandskata fotograferad vid Cape Lookout i North Carolina.

## Utbredning och systematik
Amerikansk strandskata delas in i två underarter med följande utbredning:
- Haematopus palliatus palliatus – förekommer utmed kuster och på öar från USA till södra Sydamerika och Västindien
- Haematopus palliatus galapagensis – förekommer på Galápagosöarna

Vissa urskiljer från nominatformen även underarterna pitanay i västra Sydamerika från Ecuador till sydcentrala Chile och durnfordi i östra Sydamerika från södra Brasilien till sydcentrala Argentina.
Tidigare urskildes även underarten frazari med förekomst i västra Mexiko och vissa gör det fortfarande, men denna population tros numera utgöra en hybridsvärm mellan amerikansk strandskata och klippstrandskata (H. bachmani).

## Levnadssätt
Amerikansk strandskata häckar i saltvattensvåtmarker och på sand– och klapperstensstränder. Vintertid rör sig många individer till tidvattensslätter. Födan består av sniglar, snäckor, krabbor, ostron och musslor. Fågeln lägger ägg i april–maj i Virginia, mars–maj i nordvästra Mexiko, maj–juli i Karibien och februari–mars i Panama.

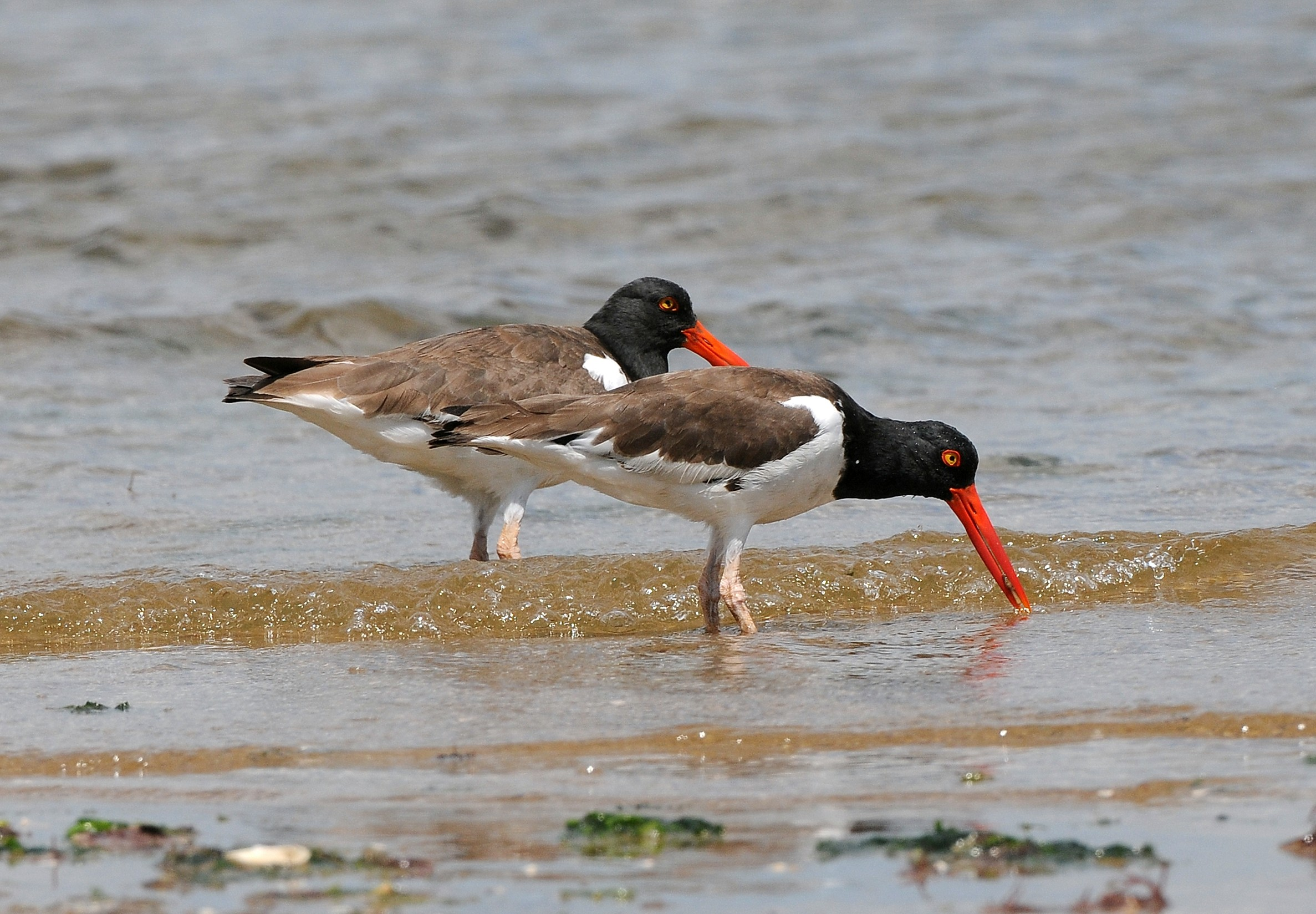
Amerikansk strandskata på Union Beach i New Jersey.

## Status och hot
Arten har ett stort utbredningsområde och en stor population med stabil utveckling. Utifrån dessa kriterier kategoriserar IUCN arten som livskraftig (LC).